# Ghirardelli Chocolate Company

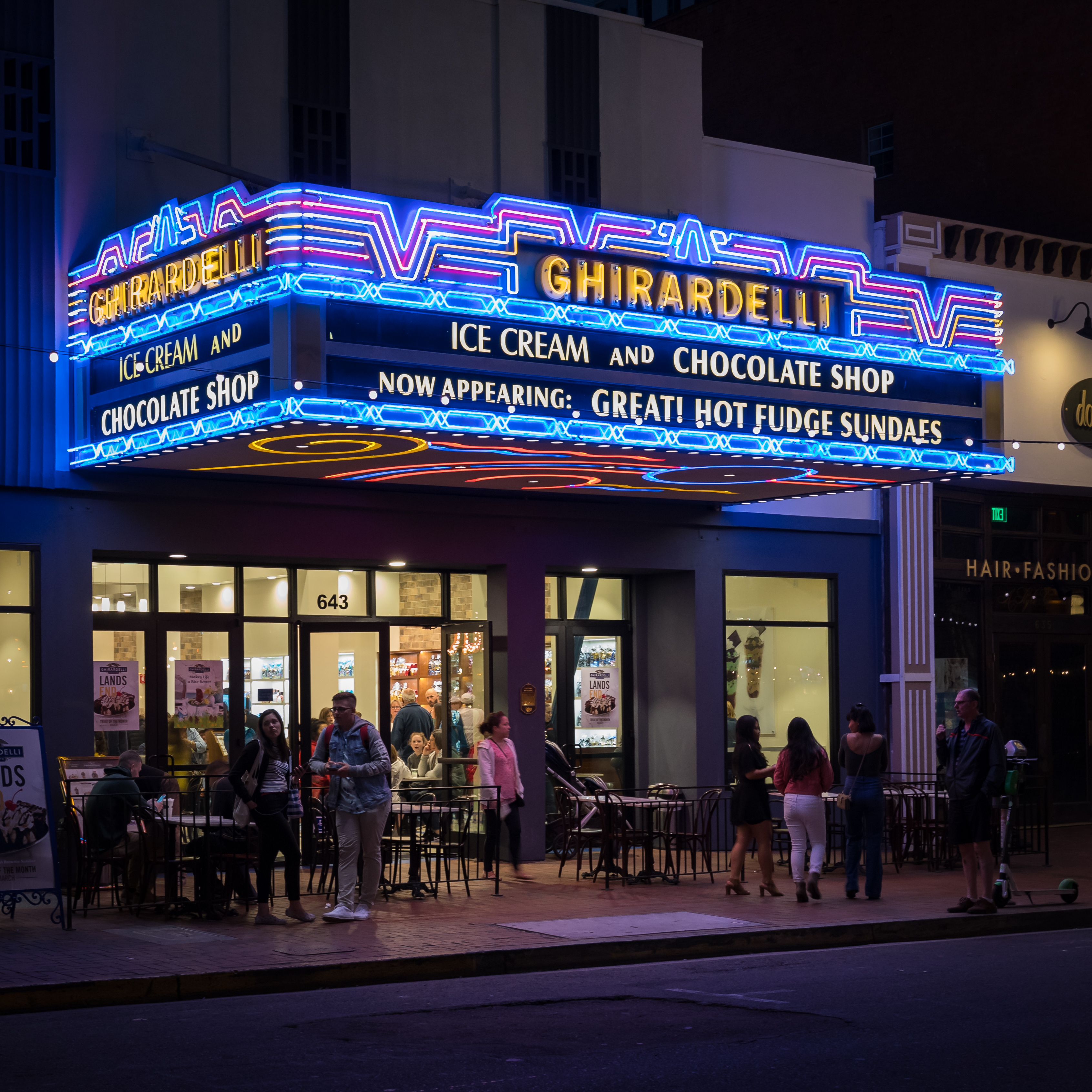
Ghirardelli Icecream And Chocolate Shop im Gaslamp Quarter von San Diego

The Ghirardelli Chocolate Company ist seit Januar 1998 eine US-amerikanische Tochtergesellschaft von Lindt & Sprüngli, Schweiz.
Die Firma Ghirardelli wurde am 18. Juni 1852 in San Francisco, Kalifornien von dem italienischen Chocolatier Domingo Ghirardelli nach seiner ersten Filiale in Stockton (Kalifornien) gegründet. Seine Zeltläden brannten kurze Zeit später hintereinander ab, so dass er sich im September desselben Jahres in San Francisco  mit Cairo Coffee House fest niederließ. Damit war die Company die zweitälteste Schokoladenfabrik der USA (nur „Baker's Chocolate“, 1780 in Massachusetts gegründet, ist älter). Ghirardelli wurde zur größten unabhängigen Schokoladenmarke der USA. In ihrer Heimatstadt San Francisco errichtete die Firma das „Cocoa Building“ (1900), das „Chocolate and Mustard Building“ (1911), ein Elektrizitätswerk (1915) und einen Uhrenturm nebst Apartment-Gebäude (1916).